# Attentats du 13 juillet 2011 à Bombay
Les attentats du 13 juillet 2011 à Bombay sont une série de trois explosions quasi simultanées localisées à Bombay, en Inde, le 13 juillet 2011 entre 18 h 54 et 19 h 6 IST. Les explosions sont survenues à l'Opera House (sud de la ville), à Zaveri Bazaar (sud également) et à Dadar (centre de la ville). Une quatrième bombe a été retrouvée puis désamorcée dans la zone de Santacruz.